# Kuštanovice
Kuštanovice (ukrajinsky Куштановиця, maďarsky Kustánfalva) je vesnice  v obci Vyšný Koropec, ve vesnické komunitě Vyšný Koropec (ukrajinsky Верхній Коропець), v mukačevském okrese Zakarpatské oblasti Ukrajiny.

## Historie
Archeologické nálezy dokládají, že Kuštanovice byly osídleny již v pravěku. Podle archeologických nálezů z mohylníku v Kuštanovicích byla Jaroslavem Böhmem pojmenována kultura z halštatské doby, která byla objevena na východním Slovensku, v severovýchodním Maďarsku a v Zakarpatské oblasti na Ukrajině (Kuštanovická skupina).
První písemná zmínka o této vsi pochází z roku 1597. Do Trianonské smlouvy patřila pod názvem Kustánfalva k Uherskému království, poté pod názvem Kuštanovice k Československu. V březnu 1939 se vrátila pod nadvládu Maďarského království. V říjnu 1944 se Kuštanovice dostaly pod vojenskou správu Rudé armády a začala ukrajinská éra historie. Od roku 1945 patřily Kuštanovice Ukrajinské sovětské socialistická republike, která byla jednou ze svazových republik Sovětského svazu, nakonec od roku 1991 jsou součástí samostatné Ukrajiny.